# Centronia vaupesana
Centronia vaupesana är en tvåhjärtbladig växtart som beskrevs av John Julius Wurdack. Centronia vaupesana ingår i släktet Centronia och familjen Melastomataceae.
Artens utbredningsområde är Colombia. Inga underarter finns listade i Catalogue of Life.